# 関宗祐
関 宗祐（せき むねすけ）は、南北朝時代の関一族の武将、常陸国関郡の関城城主。

## 経歴
宝治合戦で没落した関正泰の曾孫にあたるといわれる。
鎌倉後期、本領のあった関郡は北条氏の支配下に置かれ雌伏を余儀なくされたが、南朝方となり家運の挽回を図る。
小田城に在城していた北畠親房を関城に迎えたが、高師冬らの攻略に抗しきれず、落城とともに戦死した。
北畠親房が、関城で興国4年城の陥落前まで留まって小田城で書いた日本史の本『神皇正統記』に筆を加えて完成させたことでも有名。

## 画像集

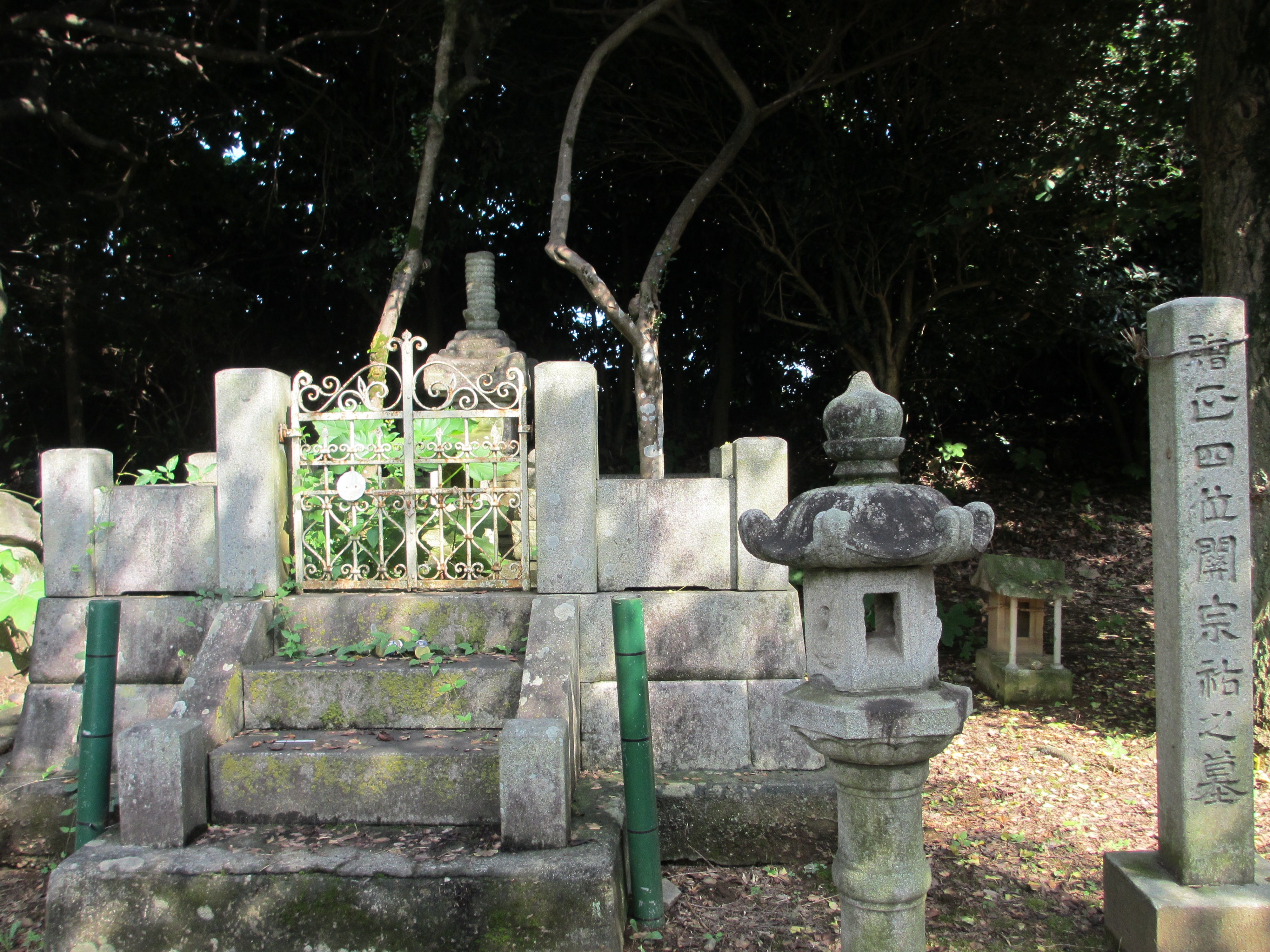
伝関宗祐父子墓（筑西市関舘字内舘、宝篋印塔）
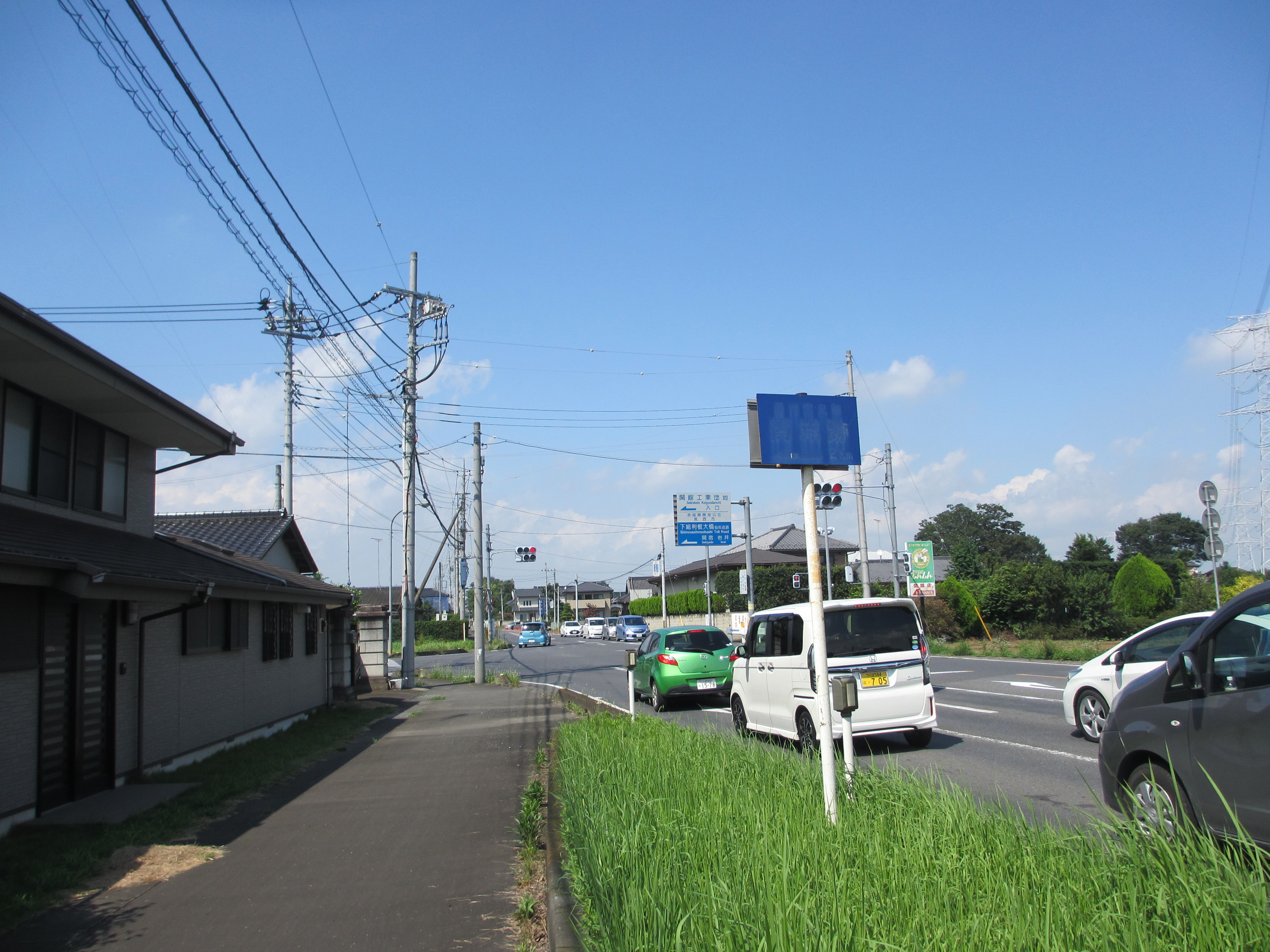
関城案内板（常総線騰波ノ江駅357号線北上し案内板左折、更に案内板左折）